# David Amo
David Amo é um músico espanhol.

## Biografia
Mais conhecido DJ/produtor no mundo da múscia eletrônica, Nasceu em Barcelona e é aonde continua vivendo atualmente. Esta cidade também foi onde ele começou sua carreira, que por sinal bem jovem aos 16 anos.
No estúdio ele começou bem jovem, iniciando um projeto interessante com seu parceiro inseparavel, Julio Navas, com quem ele tem trabalhado lado a lado por mais de 10 anos realizando produções para muitas companhias. Hoje em dia, "El laboratório de Sensaciones" se tornou um dos mais conhecidos e grandes estúdios, isto graças a criação de sua etiqueta mais famosa "Fresco records". Esta foi analisada pelos melhores DJs de todo o mundo e de acordo com suas críticas 'o mais inovado estilo do electro-house'.
Devido a este grande sucesso, ele caminhou com suas músicas pelos mais importante clubes no mundo, junto a Julio Navas, eles ocuparam a principal página e entrevista em Março de 2006 na publicação (DJ Magazine Spain).
Como produtor, ele realizou trabalhos para editoras como Electribe (IN-N=OUT), La Factoria e Fórmula Records (etiqueta do mais conheçido DJ Wally López), também fez remix de Ralphie Rosario, Trentemoller, Wally López, Benny Benassi, etc. e toda a produção de Fresco Records.
Suas produções tem sido licenciadas pelas companhias de todo o mundo, seu trabalho foi remixado por importantes figuras como Steve Angello & Sebastian Ingrosso, Andrea Bertolini e Wally López. Isto tornou David Amo & Julio Navas DJs mundiais, respeitados e valorizados no estilo eletrônico.
"Sexual Music" define o estilo de som produzido por Amo & Julio Novas, uma mistura de progressive house com o electro.